# World Triathlon Corporation
Die World Triathlon Corporation (WTC) ist ein kommerzielles Unternehmen mit Sitz in Tampa (Florida), das als weltweiter Marktführer Ausdauersportveranstaltungen insbesondere unter der Marke Ironman organisiert und lizenziert sowie vermarktet.

## Unternehmensstruktur
Im Zuge der Übernahme der WTC durch Providence 2008 wurde die WTC eine 100%ige Tochter der hierzu gegründeten World Endurance Holding. Geschäftsführer (CEO) der WTC ist seit 2011 der US-Amerikaner Andrew Messick. Ihren für 2015 erwarteten Umsatz gab die WTC im August 2015 mit 183 Millionen US$ an, wobei eine durchschnittliche Wachstumsrate in den letzten vier Jahren von 21 % genannt wurde. In den unterschiedlichen Märkten wird die WTC durch Tochtergesellschaften vertreten, so bündelt die Ironman Germany GmbH in Liederbach die europäischen Aktivitäten der WTC. 2014 schüttete die WTC eine Dividende von 220 Millionen US$ an ihre Eigner aus, nahm hierzu allerdings einen Kredit in Höhe von 240 Millionen US$ auf.
Insgesamt werden aktuell durch die WTC selbst bzw. ihre Lizenzpartner 219 Ausdauersportveranstaltungen unter ihren verschiedenen Marken organisiert, davon 42 in Europa.(Stand September 2015)
Ein Alleinstellungsmerkmal der WTC stellen die geschützten Markenzeichen dar. So wurde bereits 1981 – einige Jahre bevor unabhängige Sportverbände gegründet wurden, die für einen Ausgleich zwischen den einzelnen Veranstaltern hätten sorgen können – beim United States Patent and Trademark Office der Begriff „Iron Man World Triathlon Championship“ als „registered Trade Mark“ angemeldet.

## Geschäftsmodelle

### Lizenzierung von Sportveranstaltungen
Seit 1983 wurden zunächst in den USA, ab 1985 auch außerhalb der USA Triathlonveranstaltungen als Qualifikationswettkämpfe von unabhängigen Veranstaltern unter Lizenz des Inhabers der Rechte an der Marke „Ironman“ für den Ironman Hawaii veranstaltet.
Nach Übernahme der WTC durch Providence 2008 wurden die einzelnen Lizenzpartner sukzessive von der WTC aufgekauft. Aktuell sind die einzigen in Europa verbliebenen, von unabhängigen Veranstaltern als Lizenzpartner der WTC organisierten Wettkämpfe der Ironman Lanzarote sowie der Ironman 70.3 Lanzarote. Ebenfalls von unabhängigen Veranstaltern, die lediglich Gebühren zur Nutzung der Markenzeichen der WTC an diese entrichten, organisiert werden zahlreiche Wettkämpfe in Südamerika: (Ironman Brasil, Ironman Brasil Fortaleza, Ironman 70.3 Brasil), die durch Latin Sports organisiert werden, der Ironman 70.3 Buenos Aires durch Eventlive, der Ironman 70.3 Cartagena durch Colombia Tri Events und der Ironman 70.3 Miami durch Miami Tri Events.
Bestandteil der Lizenzverträge ist jeweils eine Verschwiegenheitserklärung über die Vertragsdetails. Grundsätzlich sicherte sich die WTC in den Verträgen aber ein Mitspracherecht über Veranstaltungsdetails wie z. B. Startmodus (Massenstart oder Startgruppen), Teilnehmerlimit sowie Veranstaltungstermin zu. Die Lizenzverträge wurden i. d. R. jeweils über einen Zeitraum von fünf Jahren abgeschlossen.
Auch über die Höhe der Lizenzgebühren war Stillschweigen zwischen den Vertragspartnern vereinbart, der Veranstalter des Ironman Europe kündigte allerdings an, die Einsparungen für Lizenzgebühren nach dem Auslaufen des Vertrags mit der WTC 2001 an die Teilnehmer der ab dann unter dem Namen Challenge Roth ausgerichteten Veranstaltung 1:1 weiterzugeben. Das Startgeld beim Ironman Europe hatte 2001 noch bei 460 DM (235 €) gelegen und wurde für die Teilnahme am Challenge Roth 2002 auf 195 € reduziert, die Teilnahmegebühr beim Ironman Germany in Frankfurt als neuem Lizenznehmer der WTC in Deutschland betrug gleichzeitig 500 DM (255 €) im Jahr 2002. Die für die Höhe der Lizenzabgaben ebenfalls relevante Anzahl der bei der Veranstaltung vergebenen Qualifikationsplätze für den Ironman Hawaii war beim Ironman Europe 2001 und beim Ironman Germany 2002 gleich (120).

### Organisation von Sportveranstaltungen
Erste und zunächst einzige von der WTC bzw. ihrer Vorgängergesellschaft „Hawaiian Triathlon Corporation“ organisierte Veranstaltung war ab 1981 der Ironman Hawaii. Nach dem Verkauf der WTC an Providence 2008 änderte diese ihre Strategie, Qualifikationsrennen nicht mehr zu lizenzieren, sondern selbst zu organisieren. Anfang 2009 übernahm die WTC ihren bisherigen Lizenznehmer North American Sports (NA Sports) und damit die Rechte an sieben Triathlon-Wettkämpfen auf dem nordamerikanischen Festland. Im gleichen Jahr übernahm die WTC auch zahlreiche weitere bisherige Lizenzpartner, wie z. B. die Firma Xdream als Veranstalter des Ironman Germany, des Ironman Regensburg und des Ironman 70.3 Germany, die Firma Triangle als Veranstalter des Ironman Austria, des IronmanSouth Africa, des Ironman France und des Ironman 70.3 Austria sowie die Firma BK Sportpromotion als Veranstalter des Ironman Switzerland und des Ironman 70.3 Switzerland.
Beispiele für weitere Veranstalterfirmen, die von der WTC aufgekauft wurden, waren
- 2008: IronKids, eine Marke der Sara Lee Corporation
- 2009: 5430 Sports[13]
- 2012: USM Events, Veranstalter der Challenge Cairns[14]
- 2013: YWC Sports ApS, Veranstalter der Challenge Copenhagen und der Challenge Aarhus.[15]
- 2013: XXtra Mile, LLC, Veranstalter der Danskin Triathlon Series[16]
- 2013: Sports Promotion UG, Veranstalter der Challenge Kraichgau[17]
- 2014: Columbia Triathlon Association, Inc., Veranstalter des Eagleman, Columbia Triathlon und des Chesapeakeman[18]
- 2014: Tritlon Spain SL, Veranstalter der Challenge Barcelona[19]
- 2014: Lifesport Properties Inc, Veranstalter der Subaru Western Triathlon Series[20]
- 2014: Auckland Marathon[21]
- 2015: Firstwave Events, LLC., Veranstalter des Big Kahuna Triathlon und des Santa Cruz Half Marathon[22]
- 2015: SuperFrog, Inc, Veranstalter diverser Events wie z. B. des Superfrog Triathlon in Kalifornien[23]
- 2015: Optimum Sports Events, Veranstalter der Challenge Vichy[24]
- 2015: Challenge Weymouth[25]
- 2015: Challenge Laguna Phuket[26]
- 2016: Lagardère Sports and Entertainment (Ausdauersparte)[27]: Triathlon: ITU World Triathlon Hamburg, ITU World Triathlon Abu Dhabi, ITU World Triathlon Kapstadt, ITU World Triathlon Leeds, ITU World Triathlon Stockholm. Radsport: Cyclassics Hamburg, Velothon Berlin, Velothon Wales, Velothon Kopenhagen, Velothon Stockholm, Velothon Stuttgart. Laufsport: Hamburg-Marathon, Hawkes Bay International Marathon, Marathon de Bordeaux, Queenstown Marathon, Music Run Hamburg, Music Runs in Deutschland, dem Vereinigten Königreich, Frankreich, Schweden und Südafrika sowie diverse Multisport-Veranstaltungen.

Nachdem 2015 bereits mit dem ITU World Triathlon Gold Coast ein Wettkampf der ITU World Championship Series 2015 durch die WTC organisiert worden war, werden mit der Übernahme der Largardère-Sparte 2016 sechs von neun der Rennen der ITU World Championship Series 2016 von Dalian Wanda bzw. der WTC veranstaltet.
- 2016: Cape Epic[29]

### Lotterie und Passport Club
Bereits 1983 war eine Lotterie als – neben einer sportlichen Qualifikation – weitere Möglichkeit, einen Startplatz beim Ironman Hawaii zu erwerben ins Leben gerufen wurden. 1990 wurde ergänzend der „Passport Club“ als Möglichkeit, sich die Gewinnchancen bei der Lotterie zu erhöhen, ins Leben gerufen.
Der überwiegende Teil der über die Lotterie vergebenen Hawaii-Startplätze war jeweils für US-Amerikaner reserviert.
Im Mai 2015 gab die Staatsanwaltschaft bekannt, dass sich die WTC zur Zahlung eines Bußgelds von 2,76 Millionen US$ verpflichtete. Die Summe entsprach den seit Oktober 2012 erzielten Einnahmen aus einer Lotterie. Die Praxis, dass hierbei keine Startplätze vergeben wurden, sondern nur das Recht zum Erwerb eines solchen gegen eine zusätzliche Teilnahmegebühr, bewertete die zuständige Staatsanwaltschaft als illegal.
Die WTC kündigte daraufhin an, die Lotterie ab 2016 nicht mehr anzubieten.

### Medienproduktion
Von 1980 bis 1990 bestanden Verträge mit der amerikanischen Fernsehgesellschaft ABC, die jeweils eine 45-minütige Zusammenfassung des Ironman Hawaii in ihrer Sendung Wide World of Sports brachte. Zunächst zahlte ABC für ihre Rechte 5.000 US$, ab 1983 wurde dies auf 100.000 US$ erhöht. 1991 wurde ein Vertrag mit der NBC abgeschlossen und der Beitrag auf 90 Minuten ausgeweitet. Später übernahm ESPN die Übertragungsrechte.
2000 begann die WTC mit der Produktion einer Berichterstattung als Live-Streaming über ihre Internetplattform ironmanlive.com.
2010 gab die WTC den Start der Zeitschrift „Lava Magazine“ bekannt. Die Zeitschrift erscheint neunmal jährlich, der Name orientiert sich an der Landschaft beim Ironman Hawaii. Für ein Foto von Craig Alexander erhielt das Magazin 2011 den Maggie Award der Western Publishing Association.

### Merchandising

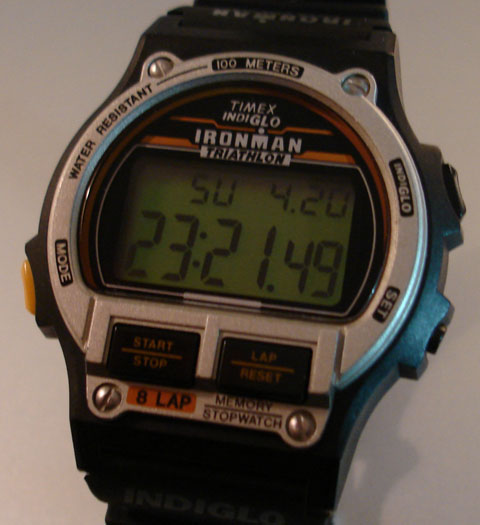
Der Hersteller Timex vertreibt bereits seit 1986 Sportuhren mit dem Markenzeichen Ironman.

Erster Lizenzpartner, der seine Produkte mit dem Ironman-Logo verkaufte, war seit 1986 Timex. Zeitweise hatte Timex sechzig verschiedene Varianten von Uhren in seinem Sortiment, sogar der US-Präsident trug eine solche Uhr, von der zwischen 500.000 und einer Million Exemplare jährlich verkauft wurden und die heute im National Museum of American History ausgestellt ist.
Fünfzehn verschiedene Sonnenbrillen aus dem Sortiment von Foster Grant zierten das M-Dot-Signet. Twinlab stellte Ironman-Energieriegel in mindestens sechs verschiedenen Geschmacksrichtungen her. Wo man in einem Sportgeschäft auch hinschaute, sprang einem das Ironman-Logo ins Auge. Blue Seventy, ein neuseeländischer Hersteller von Neopren-Anzügen, schloss 1993 einen Exklusiv-Vertrag mit der WTC und vertrieb seither bis Mitte der 2000er-Jahre seine Wetsuits unter dem Logo Ironman.

## Marken

### Ironman
Die WTC ist Rechteinhaber der Markenzeichen Ironman, Ironman Triathlon World Championship und anderer damit verbundener Wort- und Bildmarken. Die ursprünglichen Rechte an der Bezeichnung Iron Man liegen seit den 60er Jahren beim Verlag Marvel Comics. Das bekannteste Rennen der WTC und Ursprung der Marke Ironman ist der Ironman Hawaii.

### Ironman 70.3
Die WTC organisiert bzw. lizenziert unter diesem Namen Triathlonwettkämpfe über die halbe Ironman-Distanz (1,9 km Schwimmen, 90 km Radfahren und 21,1 km Laufen). Seit 2006 veranstaltet sie jeweils einen Wettkampf jährlich unter dem Markennamen Ironman 70.3 World Championship.

### IronKids
Seit 2010 wird von der WTC in den Vereinigten Staaten auch eine Rennserie für Kinder und Jugendliche von 6 bis 15 Jahren durchgeführt.
2011 wurden zwischen April und September 25 IronKids-Rennen ausgetragen. Am 17. September starteten die fünf Bestplatzierten aus allen Rennen der Serie beim Hy-Vee IronKids U.S. Championship in West Des Moines (Iowa). Partner und Sponsor dieser Serie ist mit Hy-Vee ein im Einzelhandel tätiges US-amerikanisches Unternehmen.

### 5150 Triathlon Series
Seit 2011 veranstaltet die WTC auch eine Rennserie über die olympische Distanz (1,5 km Schwimmen, 40 km Radfahren, 10 km Laufen) unter dem Namen 5150 Triathlon Series.

## Unternehmensgeschichte
1981 gründeten Valerie Silk und Hank Grundman, Inhaber von zwei Fitnessstudios unter dem Namen Nautilus, die Hawaiian Triathlon Corporation und ließen sich am United States Patent and Trademark Office die Rechte an den Marken „Iron Man World Triathlon Championship“ eintragen. Unter diesem Namen organisierte Valerie Silk den Ironman Hawaii. Im Dezember 1989 verkaufte Valerie Silk die Hawaiian Triathlon Corporation inklusive der Markenrechte und dem Ironman Hawaii an Dr. James Pitzer Gills, Inhaber einer Augenklinik in Florida und 1982 erstmals selbst Teilnehmer am Ironman Hawaii gewesen. Bis zu diesem Zeitpunkt hatte Silk alleine in den USA ein Netzwerk aus einundzwanzig Qualifikations-Wettkämpfen aufgebaut, dazu gab es fünf Lizenzpartner außerhalb der USA, die Lotterie sowie Partner wie z. B. Timex, die für die Nutzung des Logos zahlten. Aus 3.500 Volunteers waren jeweils beim Ironman Hawaii als Unterstützer dabei. Silk erhielt von Gills rund 3 Millionen US$ als Kaufpreis, von denen 49 % an einen stillen Teilhaber gingen, der 1983 mit 145.000 US$ in die Firma eingetreten war, damit Valerie Silk ihren Ex-Mann auszahlen konnte. 50 % vom Rest gingen an das IRS. Gills hatte auf einer Haftungsfreistellung für eine Handvoll laufende Prozesse bestanden, u. a. wg. Nutzung des M-Dot-Logos mit Mistral sowie Gordon Haller, dem Premierensieger des Ironman Hawaii, der seinerseits Rechte an der Veranstaltung geltend machte und den Verkauf zu verhindern suchte. Mit dem Rest, der nach Abschluss der Prozesse übrig blieb, wurde Silk zum Opfer der Ramschanleihen-Ära in den USA und stand schließlich mit leeren Händen da.
Gills benannte die Firma in World Triathlon Corporation (WTC) um und baute unterstützt durch Lew Friedland in den kommenden Jahren das Geschäft rund um die Marke aus. Alljährlich kamen neue Qualifier rund um den Globus hinzu, das Ironman-Logo prangte von Kleidungsstücken, Sonnenbrillen, Waagen u. v. m. 1992 wurde David Yates CEO der WTC, emotional geführte Auseinandersetzungen zwischen der kommerziellen WTC und dem 1989 als Non-Profit-Organisation gegründeten Dachverband International Triathlon Union (ITU) begannen. Staatliche Fördermittel für Leistungssportförderung werden in den meisten Staaten primär für olympische Sportarten gezahlt, Triathlon war zu diesem Zeitpunkt nur ein Kandidat für die Aufnahme in das olympische Wettkampfprogramm, und die ITU befürchtete, dadurch, dass die WTC für den Ironman Hawaii ohne Absprache mit den Verbänden den Begriff Ironman Triathlon World Championship nutzen, ihre Chancen zu verschlechtern, weil beim IOC der Eindruck mangelnder Organisation innerhalb der jungen Sportart entstehe. ITU-Präsident Les McDonald schlug vor, einen Vertrag aufzusetzen, wonach der Ironman Hawaii für die nächsten zehn Jahre auch offiziell als Weltmeisterschaft gelten solle, um danach allen Veranstaltern zu ermöglichen, sich um die Ausrichtung von Weltmeisterschaften innerhalb ihrer Triathlonwettkämpfe zu bewerben – Yates lehnte jegliche Mitbestimmung ab: „wir waren zuerst da“.
Kompromiss im weiter schwelenden Konflikt mit der ITU: die WTC versah den Ironman Hawaii 1997 offiziell mit der Bezeichnung Ironman World Championship – auch wenn dessen CEO David Yates sein Unverständnis äußerte, wieso es die offizielle Genehmigung durch den amerikanischen Triathlonverband USAT erleichtere, wenn ausgerechnet das Wort Triathlon entfällt. Yates zog zur Klärung vor das Bezirksgericht in Tampa. Am 15. Mai 1998 einigten sich WTC, USAT und ITU in einem Vergleich: die WTC sei berechtigt, ihr eingetragenes Warenzeichen Ironman Triathlon World Championship zu verwenden, ohne dass die WTC den Anspruch erhebe, dies im Sinne einer von einem sportlichen Dachverband regulierten Weltmeisterschaft zu betrachten. Im Gegenzug verpflichtete sich die ITU, Drafting ausschließlich bei Elite- und Juniorenrennen zu erlauben, nicht aber bei Wettkämpfen mit Wertungen in den Altersklassen. Lew Friedland löste David Yates als CEO der WTC ab.
2003 nahmen weltweit 40.000 Menschen an Wettkämpfen, die Lizenzgebühren für das M-Dot-Logo an Gills' World Triathlon Corporation zahlten, teil und entrichteten dafür durchschnittlich 375 US$ Startgeld. Der ursprüngliche Wettkampf hatte sich zum Lifestyle entwickelt: wo man in einem Sportgeschäft auch hinschaute, sprang einem das Ironman-Logo ins Auge. Lew Friedland verließ die World Triathlon Corporation als CEO, Jim Gills bat sieben Kandidaten, einen Business Plan für die Weiterentwicklung seines Unternehmens WTC auszuarbeiten. Ben Fertic, ein IT-Berater und erfolgreicher Teilnehmer des Ironman Hawaii 1996, überzeugte mit seinem Konzept und wurde neuer CEO.
Damit brach auch der Konflikt mit der ITU brach neu auf: hatte die WTC in den Neunzigerjahren die Athleten noch mit dem Argument, die ITU ruiniere mit der Freigabe von Drafting die Sportart Triathlon, auf ihre Seite gezogen, wollte sie jetzt selbst die Draftingregel aufweichen, um mehr Athleten bei ihren Rennen zulassen zu können. Sie kündigte ihr eigenes Regelwerk abweichend von dem des USAT an. Musste zuvor jeder Teilnehmer beim Ironman Hawaii mit weniger als zehn Metern Abstand zum vorausfahrenden Athleten mit einer Zeitstrafe rechnen, so sollten jetzt 7 m Abstand zulässig werden. Die ITU beschloss daraufhin – auch wegen der fehlenden Anerkennung der Anti-Doping-Bestimmungen der WADA beim Ironman Hawaii – auf einem Kongress in Gamagōri, weltweit keine Triathlonveranstaltungen der WTC mehr zu genehmigen. Die WTC behielt trotzdem ihre 2004 beim Ironman Hawaii eingeführte Reduzierung der Drafting-Regel von 10 m auf 7 m auch 2005 bei.
Nachdem es im März zu einer Einigung mit dem Dachverband „USA Triathlon“ bzgl. Genehmigungen kam, wandte sich die WTC wegen der ITU-Sanktionen noch an den Internationalen Sportgerichtshof, um zu klären, ob sie berufend auf ihre vor Gründung der ITU eingetragenen Markenzeichen den Ironman Frankfurt jetzt „Ironman European Championship“ sowie den Triathlon in Clearwater „Ironman 70.3 World Championship“ nennen darf. Im April 2006 hob das CAS die Sanktionen der ITU mit Verweis auf die seit 1998 bestehenden Verträge, in denen die ITU der WTC das Recht zur Nutzung ihrer Markenzeichen zugestand, ohne dass die WTC damit den Anspruch erheben würde, Welt- oder Europameisterschaften im Sinne eines von einem sportlichen Dachverband geregelten Wettbewerbs zu veranstalten, auf. Die auf 7 m reduzierte Drafting-Regel behielt die WTC aber auch 2006 und in den Folgejahren bei, obwohl sie selbst ermittelte, das sogar ein mit 10 m Abstand zum vorausfahrenden Athleten fahrender Teilnehmer noch rund 10–15 Watt weniger Leistung aufbringen muss. Bis 2014 blieb die Drafting-Regel beim Ironman Hawaii auf 7 m reduziert, erst 2015 hob die WTC den Mindestabstand wieder auf 10 m an.
Im Jahr 2008 nahmen bereits weltweit 88.000 Menschen an Wettkämpfen mit dem M-Dot-Logo teil. Der Anstieg der Startgebühren in den fünf Jahren um 40 % störte nicht: Rennen waren oft innerhalb von Minuten ausgebucht. Die WTC gab an, das durchschnittliche Jahreseinkommen seiner Teilnehmer betrage rund 160.000 US$. Die Lotterie, über die 200 Startplätze vergeben wurden, hatte 2007 über 8000 Teilnehmer, eine Handvoll Startplätze, die in einer Charity-Aktion über eBay versteigert wurden, erzielten jeweils mehr als 40.000 US$. Zusätzlich zu den Ironman-Rennen wurde mit Ironman 70.3 ein neues Format über die Hälfte der klassischen Hawaii-Distanz mit 2007 bereits 27 Events weltweit platziert.
2008 verkaufte Jim Gills die World Triathlon Corporation an die Investmentgesellschaft Providence. Als Kaufpreis ist von 50–80 Millionen US$ die Rede. Die neue Strategie wird, Qualifikationsrennen nicht mehr zu lizenzieren, sondern selbst zu organisieren, viele der bisherigen Lizenznehmer wurden von der WTC aufgekauft.
Seit Mai 2011 ist Andrew Messick, zuvor Präsident von AEG sports, neuer Geschäftsführer der WTC.
Im August 2015 wurde bekanntgegeben, dass Verhandlungen über den Verkauf des Veranstalters an die chinesische Wanda Group laufen. Am 26. August wurde der Verkauf der Marken Ironman und Ironman 70.3 für 650 Millionen US-Dollar an die Wanda Group offiziell bestätigt.
Im März 2020 kaufte das US-amerikanische Medienunternehmen Advance Publications für 730 Millionen US-Dollar die WTC und sicherte sich damit die Rechte an den Marken Ironman und Ironman 70.3.